# Cinemagic
A  Cinemagic é uma empresa privada brasileira, que atua no ramo da exibição cinematográfica, sediada na cidade de Vitória desde 2013 (anteriormente era estabelecida na cidade do Rio de Janeiro).  Atua na Região Sudeste  e seu parque exibidor é formado atualmente por quatro complexos e onze salas, média de 2,75 salas de cinema por complexo. 
Suas 1 935 poltronas perfazem uma média de 175,91 assentos por sala.

## História

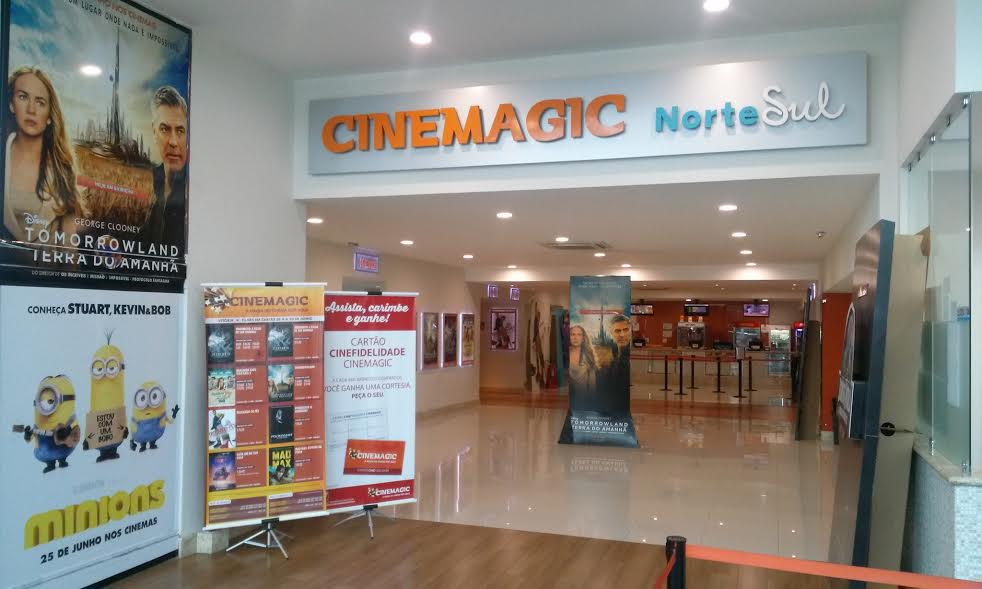
Cinemagic Norte Sul de Vitória: maior complexo da rede

A empresa iniciou as atividades em 2009, tendo absorvido alguns complexos da rede AFA Cinemas. Atuava inicialmente nas cidades de Campos dos Goytacazes e Macaé, tendo expandido suas atividades para as cidades de Caruaru, em Pernambuco, Araruama e Rio das Ostras, ambas do estado do Rio de Janeiro. Foi fundada pelo empresário carioca Rubem Rodrigues de Souza. Seu filho, Sandro Aparecido Rodrigues integrou a holding SRS Cinemagic Group, da qual fazem parte a distribuidora H2O Films e a Playtwo Advertainment, agência de comunicação e marketing especializada em cinema, das quais se desligou em 2016.
No Rio de Janeiro, foi a vencedora da licitação promovida pela empresa Rio Filmes para explorar o Cine Carioca Nova Brasília, iniciativa da prefeitura daquela cidade que teve por objetivo levar a sétima arte para os habitantes das comunidades populares  dos morros cariocas. Em pouco tempo, tornou-se a sala de cinema com a maior taxa de ocupação do país, chegando perto de 100% em alguns dias. Este foi o primeiro cinema do mundo instalado em uma favela, de acordo com o portal especializado em cinema Filme B.
A Cinemagic chegou a administrar 26 salas, mas uma divisão societária da empresa ocorrida em 2014 gerou a Planet Cinemas, o que causou a perda dos complexos localizados nas cidades Caruaru e Macaé, além do Cine Carioca Nova Brasília instalado no Morro do Alemão. Entretanto, o plano de expansão da empresa prevê a implantação de novos complexos em shoppings a serem inaugurados nas cidades de Colatina e São Mateus, ambas no Estado do Espírito Santo,  com quatro salas em cada um deles.

## Modernização e ampliação

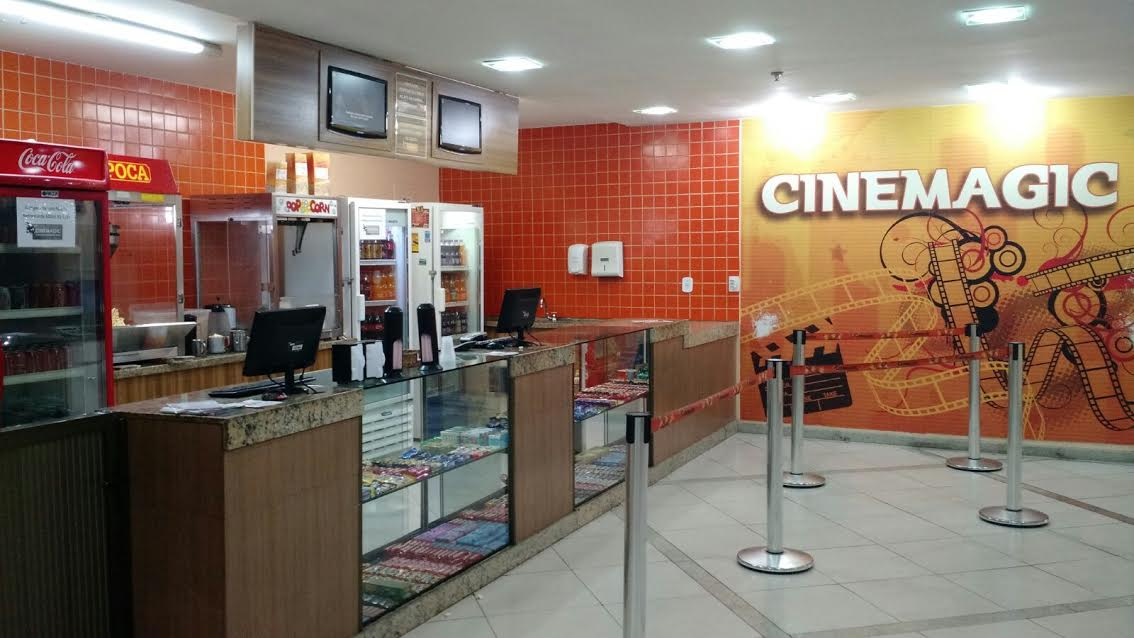
Bomboniere ao Cinemagic Rio das Ostras

Em maio de 2015, a rede implantou em seus complexos os terminais de autoatendimento da empresa Schalter, objetivando agilizar a venda dos ingressos e proporcionar mais conforto ao público. Com relação ao processo de digitalização (onde os antigos projetores de película 35mm são substituídos por equipamentos digitais), a empresa alcançou 87,5% em março de 2015, de acordo com o portal Filme B.Até o final daquele ano, a rede estava totalmente digitalizada. Naquela ocasião, alcançou o 36º lugar entre os maiores exibidores brasileiros por número de salas, de acordo com o citado portal, já descontadas as salas que migraram para a Planet Cinemas. Atualmente, todos os seus complexos Contam cada um com dois projetores 3D. 
Um aspecto interessante da marca é a existência de empresas homônimas fora do Brasil, como a Cinemagic Movies, sediada na cidade de Bedford, New Hampshire, Estados Unidos, e a Cinemagic Wienxtra, de Viena, Áustria. O México também possui a sua rede Cinemagic, sendo que neste país ela é especializada em "levar a experiência cinematográfica às pequenas comunidades do país".
A rede é integrante programa "Cinema para Todos", iniciativa do Governo do Estado do Rio de Janeiro que visa a distribuição de vales-ingresso aos estudantes da rede pública de ensino. Em 2015, Rubem Souza foi indicado como "destaque de programação" pela E&D - Exibição e Distribuição, premiação anual que trata do mercado cinematográfico brasileiro.

## Público

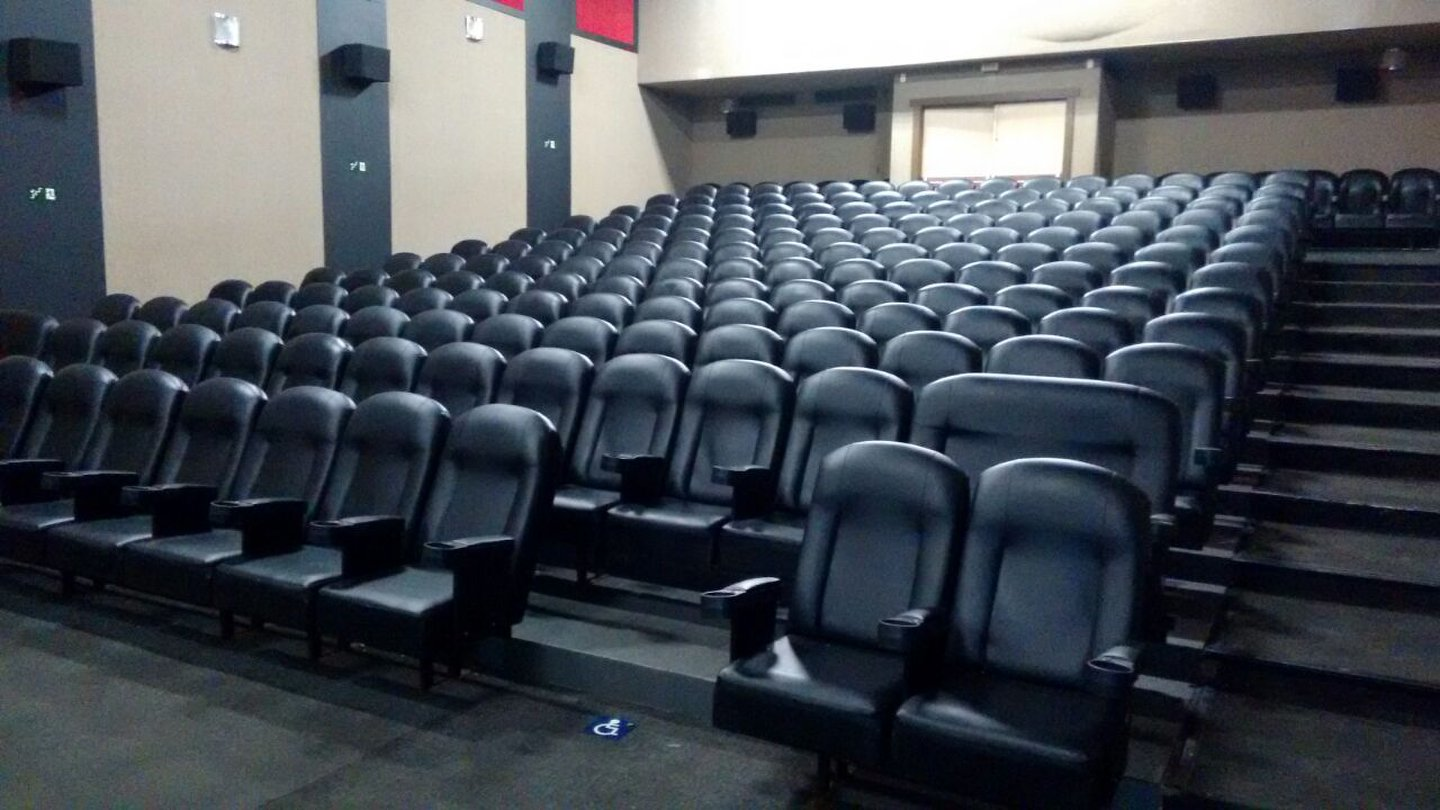
Arquibancada de sala do Cinemagic Araruama

Abaixo a tabela de público e sua evolução de 2008 a 2019, considerando o somatório de todas as suas salas a cada ano, sendo que em 2014 os números não foram separados da Planet Cinemas, representando a frequência das duas redes. A variação mencionada se refere à comparação com os números do ano imediatamente anterior. 
Os dados foram extraídos do banco de dados Box Office do portal de cinema Filme B, à exceção dos números de 2014 e 2015, que se originam do Data Base Brasil. Já os dados de 2018 em diante procedem do relatório "Informe Anual Distribuição em Salas Detalhado", do Observatório Brasileiro do Cinema e do Audiovisual(OCA) da ANCINE.
| Ano  | Público total | Ranking no país | Market Share | Variação |
| ---- | ------------- | --------------- | ------------ | -------- |
| 2008 | 5 378         | 179º            | 0,01%        | ano-base |
| 2009 | 515 830       | 27º             | 0,46%        | 9491,48% |
| 2010 | 610 669       | 26º             | 0,45%        | 18,39%   |
| 2011 | 713 837       | 24º             | 0,50%        | 16,89%   |
| 2012 | 684 732       | 25º             | 0,46%        | 4,08%    |
| 2013 | 819 830       | 24º             | 0,08%        | 19,73%   |
| 2014 | 789 363       | 24º             | 0,50%        | 3,72%    |
| 2015 | 475 067       | 29º             | 0,28%        | 39,82%   |
| 2016 | 456 762       | 32º             | 0,25%        | 3,85%    |
| 2017 | 302 159       | 36º             | 0,17%        | 33,85%   |
| 2018 | 261 626       | 39º             | 0,16%        | 13,41%   |
| 2019 | 297 734       | 39º             | 0,17%        | 13,80%   |